# Fernando Bernabé Agüero Rocha
Fernando Bernabé Agüero Rocha (* 11. Juni 1920 in Managua; † 28. September 2011) war ein nicaraguanischer Politiker und Regierungsjuntamitglied in Zeit der Diktatur des Somoza-Clans in Nicaragua.

## Leben
Fernando Bernabé Agüero Rocha war Humanmediziner. In den 1960er-Jahren war er ein charismatischer Redner. Er war Führer der Partido Conservador Republicano.
Das Bündnis Unión Nacional Opositora stellte 1966 für die Wahlen 1967 Fernando Agüero Rocha als gemeinsame Kandidatin für die Präsidentschaft auf. Eine gemeinsame Demonstration dieses Bündnisses in Managua am 22. Januar 1967 wurde mit dem Massaker auf der Avenida Roosevelt niedergeschlagen. Agüero war mit seinem Leibwächter, Edén Pastora Gómez in ein Hotel geflüchtet.
Die Tage nach dem 22. Januar 1967 bedeuteten Mord, Folter und Asylsuchende in den Botschaften von Managua, es wurde der Ausnahmezustand dekretiert, obwohl Wahlkampfzeit war. Das Regime schickte die Gefangenen auch in ein Gefängnis der Luftwaffe, dort wurde auf die Gefangenen in einem Schwimmbad von oben uriniert und mit Steinen geworfen.
Am 5. Februar 1967 fanden Präsidentschaftswahlen statt: die Partido Liberal Nacionalista erhielt 480.162 Stimmen (74 %), die UNO 157.432 Stimmen (24 %), von diesen erhielt die Partido Conservador de Nicaragua 14.650 Stimmen (2 %).
Der Präsidentschaftskandidat Agüero unterschrieb am 28. März 1967 im Teatro Rubén Darío, einen Pakt mit Anastasio Somoza Debayle, wurde vom 1. Mai 1972 bis 1. März 1973 Mitglied in der Junta Nacional de Gobierno und erlaubte die Wiederwahl von Anastasio Somoza Debayle zum Präsidenten, weshalb er in seiner Partei als Verräter angesehen wurde.
1971, schloss er den „Kupia Kumi“ (Sprache der Miskito: ein Herz) -Pakt mit Anastasio Somoza Debayle. Der Pakt spaltete die Partido Conservador. Zur ablehnenden Fraktion gehörte Pedro Chamorros Unión Democrática de Liberación (UDEL).
Kurz nach dem 19. Juli 1979 ging Agüero Rocha ins Exil nach Miami und seine Ranch im Departamento Boaco wurde beschlagnahmt. Er wurde auf der Seite der Contra aktiv und 1988 gehörte er zu einer Delegation der Contra, welche in Sapoá verhandelte.
Agüero Rocha gründete die Partido Social Conservador und erhielt nach 1990 seine Ranch zurück.